# Иодат калия
Иода́т ка́лия — неорганическое соединение, соль щелочного металла калия и иодноватой кислоты с формулой KIO3, бесцветные кристаллы, растворимые в воде.

## Получение
- Растворение иода в горячем концентрированном растворе гидроокиси или карбоната калия:

{\displaystyle {\mathsf {3I_{2}+6KOH\ {\xrightarrow {80^{o}C}}\ KIO_{3}+5KI+3H_{2}O}}}
{\displaystyle {\mathsf {3I_{2}+3K_{2}CO_{3}\ {\xrightarrow {80^{o}C}}\ KIO_{3}+5KI+3CO_{2}\uparrow }}}
- Окисление иодида калия хлором:

{\displaystyle {\mathsf {KI+3Cl_{2}+3H_{2}O\ \xrightarrow {} \ KIO_{3}+6HCl}}}
{\displaystyle {\mathsf {KI+3Cl_{2}+6KOH\ {\xrightarrow {}}\ KIO_{3}+6KCl+3H_{2}O}}}
- Окисление иода хлоратом или броматом калия:

{\displaystyle {\mathsf {I_{2}+2KClO_{3}\ {\xrightarrow {}}\ 2KIO_{3}+Cl_{2}}}}
- Растворение оксида иода в гидроокиси калия:

{\displaystyle {\mathsf {I_{2}O_{5}+2KOH\ {\xrightarrow {}}\ 2KIO_{3}+H_{2}O}}}
- Разложение периодата калия:

{\displaystyle {\mathsf {2KIO_{4}\ {\xrightarrow {290^{o}C}}\ 2KIO_{3}+O_{2}}}}

## Физические свойства
Иодат калия образует бесцветные кристаллы с выраженным полиморфизмом. В зависимости от условий выращивания образуются кристаллы похожей упаковки, но разной симметрии:
- моноклинная сингония, пространственная группа P 21/m, параметры ячейки a = 0,894 нм, b = 0,894 нм, c = 0,894 нм, β = 90°, Z = 8.
- кубическая сингония, пространственная группа P m3m, параметры ячейки a = 0,447 нм, Z = 1.

Хорошо растворяется в воде, растворы имеют нейтральную реакцию.
Не растворяется в этаноле.
Из кислых растворов кристаллизуются аддукты состава KIO3•HIO3 и KIO3•2HIO3.

## Химические свойства
- Разлагается при нагревании с выделением кислорода:

{\displaystyle {\mathsf {2KIO_{3}\ {\xrightarrow {560-650^{o}C}}\ 2KI+3O_{2}\uparrow }}}
- Является сильным окислителем:

{\displaystyle {\mathsf {2KIO_{3}+12HCl\ {\xrightarrow {}}\ I_{2}+5Cl_{2}\uparrow +2KCl+6H_{2}O}}}
- Электролизом иодата калия получают периодат калия:

{\displaystyle {\mathsf {KIO_{3}+H_{2}O\ {\xrightarrow {e^{-}}}\ KIO_{4}+H_{2}\uparrow }}}

## Применение
- Пищевая добавка Е917.
- Используется для иодирования поваренной соли.
- Применяется как катод в иодатно-цинковых гальванических элементах.
- В фармакологии, препарат Kalii iodatum, регулирует синтез тироксина, тиреоидное.
- Относится к многотоннажному химическому производству, ГОСТ 4202—75, цена 30-60$/кг.